# サイバーボッツ
『サイバーボッツ』（CYBERBOTS -FULLMETAL MADNESS-）は、カプコンが1995年4月に発売したアーケード用2D対戦格闘ゲーム。システム基板はCPシステム2。
ゲーム誌『ゲーメスト』（新声社）誌上で行われた「第9回ゲーメスト大賞」（1995年度）において大賞7位を獲得、その他にベスト対戦格闘賞で7位、ベストグラフィック賞で10位、ベスト演出賞で4位、ベストVGM賞で8位、年間ヒットゲームで36位を獲得した。
後に家庭用ゲーム機に移植版された（#移植版）。

## ゲーム内容
巨大ロボット同士の戦いを題材にした対戦格闘ゲームである。プレイヤーは作中で「ヴァリアント・アーマー（V.A.）」と総称されている戦闘用ロボットを操作し、ロボットに装備された武装やパンチやキックといった攻撃手段を用いて1対1での戦いを勝ち抜いていく。
ロボットとは別にパイロットのキャラクターも設定されており、ストーリーモード（1人プレイ）ではロボットに搭乗させたパイロットによってストーリー、登場する敵キャラクター、ステージ数が変化する。パイロットのキャラクターデザインは西村キヌによる。

## システム
元々は1994年に同じくカプコンから発売されたベルトスクロール型格闘アクションゲーム『パワード ギア』のシステムを流用し、レバー入力とボタンの組み合わせによるコマンド入力必殺技、ガード、投げ技といった行動を使い分けて戦う。『パワード ギア』と直接的なストーリー上のつながりは無いものの、同一世界上の前の時代の話であると設定されており、メカニックなどにおいて共通する物が多く存在する。
操作は1レバー+4ボタンだが、アタック1（弱攻撃に相当。以下A1）、アタック2（強攻撃に相当。A2）、ブースト (B) 、ウェポン (W) という独特の配置になっている。
なお、開発中の段階では1レバー+6ボタンで、Wボタンが2種、製品版ではA1A2同時押しに割り当てられているパワーチャージボタンが独立していた。

### ブースト
本作は地上ダッシュをボタンひとつで出せるようになっており、スピーディな戦いが可能になっている。ダッシュ中の攻撃は専用のものとなる。
また、空中では様々な空中機動が可能となっている。この使用回数は体力ゲージ脇のブーストゲージで示される。空中機動の動作はキャラクターごとに異なり、大まかに分けて空中ダッシュを行えるタイプ、多段ジャンプを行えるタイプ、空中浮遊を行えるタイプがある。
これらを駆使することで、プレイヤーは簡単な操作で攻防の駆け引きを楽しめる。
空中ダッシュタイプ
レバーを入力した方向にダッシュできる。他の格闘ゲームと異なり、斜めや垂直方向へのダッシュも可能な他、空中に静止することも可能である。このタイプのキャラクターは空中攻撃の隙が少なく、一般的な対戦格闘ゲームのような跳び込みからの連続技がしやすい傾向がある。
多段ジャンプタイプ
空中で小さくジャンプできる。
空中浮遊タイプ
空中を自由に移動できる。滞空時間はかなり長いが、空中からのコンボに乏しい本作では扱いは難しい。
このほか、攻撃を受けたキャラクターがダウンして地面に触れた瞬間に受け身を取って後ろに下がれる。ダウン攻撃を確実に回避できるが、徐々に画面端に追い詰められることになる。

### ウェポン
通常技としての飛び道具であり、射撃方向を選べる。
隙がほとんどないが、一度使用すると画面上部のウェポンゲージが回復するまで再使用できない。

### パワーゲージ
敵機に攻撃を当てることで画面下のパワーゲージが溜まる。ゲージが完全に溜まると一定時間攻撃力がアップするほか、ゲージを消耗して専用の必殺技「ギガクラッシュ」や「サイバーEX」を使用できる。
ギガクラッシュ
自機からエネルギーを放出する、『パワード ギア』のメガクラッシュに相当する攻撃である。
無敵時間があり出が早いため、主に緊急回避用に使用される。
ダウン中の相手に当てると他の状態に当てた時よりも多くダメージを与えられる。
サイバーEX
一般的な対戦格闘ゲームにおける超必殺技にあたる。本作では当てやすい技は少なく、代わりに威力が高い。

### その他のシステム
- 腕には個別の耐久力が設定されており、これが0になると外れる。
  - 腕の耐久力は「アームリッパー」という特殊な通常投げで大きく減らせる他、パワーゲージを溜めている最中に攻撃を受けると0になる。腕が外れている状態では多くの攻撃が使えなくなるが、再度拾えば元に戻る。
- 一部の攻撃はダウン状態にも当たる。
- 必殺技などによるキャラクターの声は、対戦中にはない。コンボを決めた際にそのヒット数がボイスで大きく読み上げられるが、全キャラクター共通のボイスとなっている。

## ストーリー・設定
21世紀末。人類は宇宙進出を果たし、地球上の人類の半数がスペースコロニーに移住しており、それぞれの文化圏を形成しつつあった。やがて成立した「スペースコロニー連合国」はその国力を増し続け、軍事力をもって地球諸国を牽制。さらに威圧的な経済操作を加えるようになり、連合国と地球の間には抜き差しならない緊張状態が築かれていた。
そんな中連合軍はさらに地球を制圧するべく新技術を用いた巨大な「最終兵器」の開発に着手。本作のストーリーの背後には、このような連合国（軍）とそれに対抗する地球上のレジスタンス運動組織の抗争がある。
西暦2098年某月、連合国勢力圏で演習中の機動兵器小隊が事故に遭遇し、壊滅状態に陥る。それは小規模なものであったこともあり、上層部内での機密事項として処理される。この事故により父を亡くした「ジン=サオトメ」を中心に、主人公たちの運命が交錯する。
西暦2099年現在、地球周辺には20基のコロニーが存在しており、それぞれに6 - 9基のサブサテライトを持つ。最初に建造されたのはサテライト1 - 3の3基で、のちの「コロニー建造30年計画」により4 - 20の17基が造られた。
サテライト7は、2074年に発生したコロニー企業間の武力紛争により壊滅的なダメージを受け、現在は廃墟と化したまま放置されている。

## 登場キャラクター
通常の対戦型格闘ゲームでは登場キャラクターとそのキャラクターの使う格闘技は不可分であるが、本作はV.A.（Variant Armor、いわゆるロボット兵器）にパイロットが乗り込むという設定のため、ストーリーモードで主人公を演じるパイロットと、操作するキャラクターとなるV.A.を自由に組み合わせることが可能である。パイロットごとに異なったストーリーが用意されており、1人プレイ時にはゲーム開始時に選んだパイロットを主人公、選んだV.A.を主役機としたストーリーが展開される。ただしパイロットの選択はゲーム上のキャラクター性能には反映されず、対戦には影響しない。また選んだV.A.によってストーリーの内容が変化することもない。

### パイロット
以下の配役は、特に注釈の無いものはセガサターン(SS)・PS版における、ストーリーデモ中のそのキャラクターの担当。ドラマCD版の配役については#担当声優の項を参照。AC版のナレーションは細井治が担当している。

#### 通常パイロット
ジン・サオトメ声 - 古谷徹
2078年4月11日生まれ21歳。A型。身長175cm。体重72kg。コロニー連合国サテライト4から地球J国に移住。熱い闘志を胸に秘めた、若きV.A.パイロット。V.A.で戦うのが趣味であり生きがい。特技は父から教わった格闘術。宝物は愛用のマフラー、父の形見の日本刀。うっとうしい女性は苦手。技の名を叫びながら戦うのが癖。1年前の父の死の真相を探るため戦いに身を投じる。
マリー・ミヤビ声 - 高乃麗
2073年1月2日生まれ26歳。B型。身長176cm。体重58kg。3サイズはB86・W58・H89。サテライト6出身、現在はサテライト1に勤務している。連合国V.A.小隊長。冷静な判断力と、V.A.パイロットとしての並はずれた能力を兼ね備えた優秀な軍人。上に3人の兄（エドワード、トーマス、カール）がいる。テニス・水泳が得意で趣味はダーツ投げ。酒豪。エスプレッソが好物。次兄にもらった実用一点張りのリストウォッチが宝物。字を書くこと（カワイイ文字なのを気にしている）、兄たち（劣等感を感じずにおれない）が苦手。前髪をかきあげる癖がある。軍上層部から特命を受け、脱走捕虜捕獲の単独任務につく。
サンタナ・ローレンス声 - 細井治（AC版）、梁田清之
2070年9月27日生まれ29歳。B型。身長195cm。体重97kg。サテライト11生まれ、現在は住所不定。V.A.の違法改造パーツを扱う商人。その日暮らしを謳歌する楽天家。顔の傷は幼い頃のシャトル事故でついたらしい。特技はV.A.パーツの自作、軍の機密通信傍受、カードゲーム&イカサマ。自由な時間・歌と音楽・セクシーな女の子が好き。ウェポンギルドが苦手。好みの女を見かけると声をかけずにおれない。軍用パーツを手に入れて一儲けしようと連合国コロニーへ潜入する。
ガウェイン・マードック声 - 玄田哲章
2035年8月21日生まれ64歳。A型。身長180cm。体重84kg。現住所は地球C国。もと連合国のV.A.第1小隊隊長で歴戦の戦士。1年前、軍の実験機の模擬戦テストの際に、実験機の暴走により部下全員を失う。事故の責任を取って軍を去っていた。2074年の「サテライト7戦争」でのケガで右手を失い、そのかわりに鋼鉄の義手をつけている。特技はV.A.の白兵戦。宝物は愛剣マグナブレイド、家族の写真。宇宙カゼが苦手。
バオ&マオ
とある小国に住む幼い野性児の兄妹。偶然見つけた無人のV.A.に乗り込んで起動させた。V.A.の操作方法など何も知らない2人だが、オートコントロールシステムの補助により、なんとか動かす。
バオ声 - 岩永哲哉（AC版）、山口勝平
2085年7月7日生まれ14歳。おそらくA型。身長160cm。体重52kg。サテライト7生まれ、その後各地を転々とする。好奇心旺盛で怖いもの知らず。褐色の肌にグリーンの髪。身につけている物はオオカミのかぶりものと皮のパンツ一丁というワイルドな少年。筋骨隆々の肉体には動物との格闘などでついた無数の傷がある。オオカミのかぶりものはバオが初めて倒したエモノでつくった。趣味・特技は4つ足で走ること、高速木登り、狩り、石器作り。オオカミの毛皮、サーベルタイガーのキバ、妹マオが宝物。窮屈な服は苦手。ありあまる好奇心でいろんなモノに触れるのが癖。
マオ声 - 荒木香恵
2088年3月3日生まれ11歳。おそらくA型。身長148cm。体重32kg。3サイズはB70・W53・H76。サテライト7生まれ。褐色の肌でピンク色の髪の少女。いつも兄の身を案じている。昼寝が趣味。兄のお手製髪飾り（アクセサリーはすべて兄のお手製）、ひろったガラス玉が宝物。好きなものはスターフルーツ。知らない人が苦手。泣き虫。

アリエータ声 - かないみか
2082年11月4日生まれ17歳。AB型Rh-。身長164cm。体重46kg。3サイズはB80・W54・H82。コロニー連合サテライト1生まれ。連合国で極秘研究の対象とされ、施設に軟禁されていた少女。常人をはるかに越える生体エネルギーを有しており、それが連合軍の"最終兵器"に関係している。プロテクトスーツは体力が弱まったアリエータのために研究所と軍が用意したもの。生命維持装置が組み込まれている。このスーツを通して生体エネルギーを外部に出力できるようになっている。人の心がときどき読める。宝物は今はないが、自然の草花や動物に触れてみたいと思っている。連合軍の「テスト」、見知らぬ人が苦手。よく気を失う。ある日研究所を脱走する。なお、サンタナ編では最終ボスとして登場し、G.O.D.に精神を乗っ取られる。

#### アーケード版CPU専用パイロット
アーケード版ではCPU専用（ノンプレイヤーキャラクター）。それぞれのパイロットに専用機が用意される。
千代丸&鉄山
神楽千代丸声 - 堀川亮
2082年12月15日生まれ17歳。AB型。身長168cm。体重60kg。現住所は地球C国レジスタンス軍地下本部。コロニー連合軍に対抗するレジスタンスのリーダー。父の辰乃進は連合軍に叛旗をひるがえし、一代にして大軍隊を組織した。エネルギーを感知する特技があり、人の心が読めることもある。趣味は俳句。宝物は父がきずいた組織。同じ年くらいの子供と普通に付き合うのが苦手。誰とでも敬語で話すのが癖。
鋼鉄山声 - 銀河万丈
2061年5月20日生まれ38歳。O型。身長214cm。体重147kg。今は亡き千代丸の父・辰乃進の片腕であった軍師。特技は鋼流柔術、趣味は武器収集。まんじゅうが好物。「義」を守らない輩が苦手。どこでも正座をするのが癖。なお、千代丸編の最初の相手としても登場する。

シェイド声 - 飯塚昭三
20??年2月14日生まれ。年齢不明。推定A型。身長235cm。体重508kg（推定）。連合軍が開発した生体兵器。元連合軍V.A.隊隊員。1年前の実験機の暴走事故では、テストパイロットをつとめた。事故死と報告されたが、サイボーグ化され、記憶を消されて生きている。暴走事故で死亡したケンとは親友だった。人間だった頃は「アイヒマン」という名前で、シェイドは軍につけられたコードネームである。データ収集のためV.A.バトルに参加したところ、ジンに「父の敵」と言われる。特技は脳波コントロールでV.A.を操れること。趣味は時々地球のV.A.バトルに出場すること。よくトランス状態になる。
デビロット一味
デビロット・ド・デスサタンIX世声 - 小桜エツ子
2086年6月6日生まれ13歳。O型。身長158cm。体重40kg。3サイズは公称88・52・89（予想74・56・80）。非合法コロニー"サイド666"こと「ヘルドラド」の王位継承者。V.A.を乗り回して暴れるのが好きなお転婆少女。頭に金の王冠を乗せ、額を見せた金髪オールバックに白ドレスと白ズロースを着用している。趣味・特技は生き物の解剖、悪事を働くこと、ダダをこねること。宝物は金星蛸の香草蒸しオレンジソースかけ。自身が悪人であるにもかかわらず、正義の漢である善人のガウェインに恋心を燃やしている。こまっしゃくれた子供と父上のおしおきが苦手。優雅に小指を立てる癖がある。
西村キヌによると、デビロットの見た目のモデルはアリスで、一味のモデルは「某有名RPGのア○ーナ姫一行」と言葉を濁して紹介している。しかし、誰も気づいてくれず「三悪」と言われて切なくなったと語っている。
本作のキャラクターではジンと並び、外部作品での登場が多い。
地獄大師声 - 八奈見乗児
1971年?月?日生まれ128歳（自称）。デビルX型。身長174cm。体重48kg。デビロットの配下である暗黒魔導士。デスサタン家専属教育係としてデビロットの世話と生活指導を担当している。世界有数の暗黒魔術の研究者であり、あらゆる攻撃魔法を習得している。趣味・特技は暗黒魔法レベル97、目をあけて寝ること。宝物はネクロノミコン、ムカシイモリの黒焼き。デビロットのおしおきが苦手で、ダダをこねられると弱い。寝言でつい攻撃呪文を唱えて辺りを破壊する癖がある。
Dr.シュタイン声 - 銀河万丈
2063年9月6日生まれ36歳。推定AB型。身長196cm。体重76kg。デビロット配下のマッドサイエンティスト。王家付き専属発明家であり、元科学技術庁長官。無口で全く喋らないが、地獄大師やデビロットとは意思の疎通ができている。IQは1300とも1500とも言われている。趣味・特技はV.A.の設計・開発・組み立て、新兵器発明。宝物はスーパー8、九九式超電導良心回路。だだっ広いところが苦手。ねこ背。

#### CPU専用パイロット
アーケード版でも家庭用版でも敵キャラクターとして登場し、プレイヤーキャラクターとしては使用できない。
G.O.D.声 - 不明
連合軍が開発した「最終兵器」の頭脳ユニットで、人類抹殺を目論む。どのキャラクターのストーリーでも最終ステージもしくはその1つ前に出現する本作の最終ボス的な存在。サンタナ編ではサンタナに倒されるが、アリエータの精神を乗っ取りサンタナに襲いかかる。

### V.A.

#### 通常V.A.
デフォルトで使用可能なV.A.は4つの系列のいずれかに属している。各系列に「基本型」と2つの「派生型」の3種類があり、全12機体から選択できる。
ブロディア
BX系列。試作型のBP系は民間にも多く流通しており、それらも含めて連合軍はその性能のリサーチに力を入れている。このリサーチにより次期型であるブロディアII（BF系列）を開発中である。
派生型は脚部をトレッドとし、ジェネレータの大容量化でレーザーブレードの使用時間を伸ばしたソードマンと、脚部のターボジェットで機動性を上げる一方でロケットアームによる白兵戦性能を向上させたライアット。
レプトス
RF系列。出力を抑えたまま軽量化に努めることにより、隠密性能を高めた機体。そのため特殊工作などに用いられる。
派生型は高性能発電ユニットを装備し電撃攻撃を持つライトニングと、ヒートロッドを装備したジャッカル。なお、ジャッカルはG.O.D.専用機として登場することがある。
フォーディ
FZ系列。偵察・哨戒用として作られた機体をさらに改良し、小回りの良さを追求した機体。
派生型は格闘戦性能を向上させ警備用に特化したタランテラと、ドリルおよびレーザーブレードで強襲性能を高めたキラービー。
ガルディン
GP系列。現行V.A.の中でもその歴史は古く、古兵たちの間で人気の高い機体。
派生型は格闘性能を上げたヴァイスと、中距離支援用に新型のドリルアームを搭載したサイクロン。

#### ボスキャラクター
ストーリーモードで敵キャラクターとして登場する機体。アーケード版ではノンプレイヤーキャラクターの機体として登場し、通常はプレイヤーキャラクターとして選択できないが、隠しコマンドを入力して使用が可能。
ゲイツ
P-10033型。千代丸専用機。V.A.という名を世に広めた最初期の機体（一時軍の主力でもあった）であるが、レジスタンスが独自に改良しておりその性能は現行機に引けを取らない。
ヘリオン
UVA-02型。シェイド専用機。連合軍が極秘に開発していた新型機。地上では人型だが、ジャンプ中はヘリコプターに変形する。コクピット部分がそれまでのV.A.と異なりパイロットの保護性能が犠牲となっているが、これは生体エネルギー技術と関連が深い。
プレイヤーキャラクターとして使用する場合、ワーロックほどではないものの強力な機体。
スーパー8
S-008型。デビロット専用機。タコのような独特の外見に似合わず高い戦闘能力を持つ。
ワーロック
X-0型。G.O.D.専用機だが、アリエータ専用機として登場することもある。どのキャラクターのストーリーでも最終面もしくはその1つ前に出現する最終ボス的な存在。
高い攻撃力、巨大な判定の遠距離攻撃、無尽蔵に撃てるウェポンと無限に滞空可能なブースト、理不尽な性能の分身攻撃など、他のV.A.とは比較にならないほどの強力な性能を持つ。
プレイヤーキャラクターとして使うには強過ぎる性能のため、アーケード版では使用を禁止としていた店舗もあり、対戦に使用する際には相手の確認を取って使うべきという主張もあった。

## 移植版
| No. | タイトル                             | 発売日            | 対応機種                                                                  | メディア                            | 備考                                   |
| --- | ------------------------------------ | ----------------- | ------------------------------------------------------------------------- | ----------------------------------- | -------------------------------------- |
| 1   | サイバーボッツ                       | 1997年3月28日     | セガサターン                                                              | CD-ROM                              | 数量限定の「超限定版」同時リリース     |
| 2   | サイバーボッツ                       | 1997年12月25日    | PlayStation                                                               | CD-ROM                              |                                        |
| 3   | サイバーボッツ                       | 2011年2月9日      | PlayStation 3 PlayStation Portable PlayStation Vita (PlayStation Network) | ダウンロード （ゲームアーカイブス） | PS版のアーカイブ配信                   |
| 4   | カプコンアーケードスタジアム         | INT 2021年2月18日 | Nintendo Switch                                                           | ダウンロード                        | 「パック3」にAC移植版を収録            |
| 5   | カプコンアーケードスタジアム         | INT 2021年5月25日 | PlayStation 4 Xbox One PC(Steam)                                          | ダウンロード                        | Switch版と同仕様                       |
| 6   | カプコン ファイティング コレクション | INT 2022年6月24日 | PlayStation 4 Nintendo Switch Xbox One PC(Steam)                          | ダウンロード                        | アーケード版の移植。オンライン対戦可能 |

セガサターン版
55,555本限定でDXシークレットファイルやオリジナルパノラマシート付属の『サイバーボッツ 超限定版』が発売された。
超限定版には、キャラクターデザインを担当した西村キヌ作のオリジナル漫画が同梱されている。
アーケード版でCPU専用であったパイロットは最初から使用可能。また、アーケード版にはなかったストーリーデモも用意されている。最初では専用機しか搭乗できないが、条件をクリアすると他のV.A.にも搭乗することが可能。
デビロットに追加されたストーリーはパロディに溢れる奔放な内容となっている。
キャラクター
CPU専用パイロット
追加された敵キャラクター。G.O.D.と同様、プレイヤーキャラクターとしては使用できない。
ケン・サオトメ声 - 玄田哲章
シェイド編のみ登場するジンの父親。1年前V.A.小隊の訓練中の事故で命を落とす。ゲイツに乗る。
デスサタン大帝声 - 不明
デビロット編のみ登場するデビロットの父親。娘にやられた後、「おやつは300円までだ」という台詞を残して命を落とした。ワーロックまたは零豪鬼に乗る。
ボスキャラクター
ワーロックのみ一定条件が必要だが他は最初から使用可能で、初期状態ではそれぞれ専属のパイロットしか搭乗できないが、一定条件を満たすと通常パイロットも搭乗できる。
ゲイツ
鉄山専用機やケン専用機として登場することもある。
ワーロック
デスサタン専用機として登場することもある。
追加キャラクター
特定の状況で敵として登場するほか、条件を満たすとプレイヤーキャラクターとして使用できる。
零豪鬼
G-13EX型。コロニー連合軍により1体のみ存在が確認されているが、国籍・メーカーなどは不明で、駆動原理についても一切の謎に包まれているとされる。SS版ではデスサタン専用機として登場することがある。
ドットではなく3Dで起こしたものを2D化して描かれている。

PlayStation版
セガサターン版リリースから約9か月後にリリースされた。限定版的なバージョンは無い。ゲーム内容は概ねSS版に準じるがローディング時間などは差がある。
「零豪鬼」にジンが乗る展開があるといった若干の独自要素もある。
PS携帯機系の機種やPlayStation 3でもネット配信サービス「ゲームアーカイブス」を通してダウンロードし、プレイ可能（ゲームアーカイブスを使わなくても本作のゲームディスクとPS2かPS3を所持していれば、各機種に実装されたPSの互換機能を使ってプレイできる）。
これ以降の移植版はNintendo Switch、PlayStation 4、Xbox One、PC(Steam)4機種用のマルチプラットフォームソフトであり、本作以外にも様々なカプコンのクラシックアーケードゲームが多数収録されたオムニバスソフトの1作としてのリリース。基本的にアーケード版そのままの移植で、全機種が同一の仕様だが各オムニバスソフトの差異は後に記したとおり若干ある。これらのソフトにはAC版の開発当時に描かれた設定資料・各種公式アートが閲覧できる「ギャラリーモード」も実装されている。
『カプコン アーケードスタジアム』版
3つに分けられた版（パック）のうち「パック3 アーケードはさらなるステージへ!」に収録。なお現在は本作のみの個別購入も可能となっている。
『カプコン ファイティング コレクション』版
こちらは1パック単体（全10タイトル）のリリースなので、特に選ばなくても本作は収録されている。『カプコン アーケードスタジアム』版との最大の差異はインターネットを使用したオンライン対戦が可能となっている点。ただし、同じ機種同士でしかできない（クロスプラットフォームマッチ非対応）。

## スタッフ
アーケードスタッフ
- ゲームデザイナー：SHOCHAN（醤野貴至）、TOBANJAN、TEQUILA SADDY（佐渡敬）、JUN KEIBA、MUCCHI（村田治生）、T.NAKAE[DAIchan]（中江竜也）、12BW1B
- プログラマー：KID（城戸保行）、Stefano Komorini with T（小森和彦）、SHAVER、中川裕史、DRESS（木本龍己）、GARAMON、Mr.KATO（加藤茂）
- オブジェクト：ATTA KUTTA、Eiji（倉谷栄治）、N.Fujisawa（藤沢直紀）、VANIRA、Y.MARUNO（丸野豊）、Yoshino、K-TOKUNAGA、YOU-TEN-KOZOW（中野雄天）、URABE YAKKYOKU 8、N.FUKUDA（福田直樹）、H.SHIBAKI（柴木博基）、柴田洋、SHISUI、YORIO（頼兼和男）、TAKEP、GAPPA、E.MURABAYASHI、HENO HENO、YUKI
- スクロールデザイン：FUKUMOYAN（福本容子）、NISSUI（西辻朝枝）、KISABON（木佐貫久司）、IWAI（岩井千佳）、GO、MAY、HIROKO.N、KICHINOSUKE、KAZU（寺本和美）、AKIKO.O（大西明子）、SARU、KUWATCH（桑島慎也）、SM、TABU（田淵亘）、MAGO、Mr.HOLLAND
- サウンドデザイン：T・Kawakami "T.K,NY"（川上朝幸）、MOE・T（北村武）
- サウンドコンポーズ：ANARCHY "TAKAPON"（岩井隆之）、Akari.K -Lemon-（海田明里）、Kda Mto（甲田雅人）、Super 8 IWAMI（岩見直明）
- プロデューサー：IYONO PON
- スペシャルサンクス：N.FUNAMIZU[POO]（船水紀孝）

コンシューマースタッフ
- プランナー：嵯峨康行、村田治生
- プログラマー：篠原雅嗣、KANEKON（金子清巳）、KAZUHIRO KOMORI（小森和彦）、MIKIO KAGAWA、KATO KATO（加藤茂）
- キャラクターデザイナー：西村キヌ
- オブジェクトデザイナー：片桐秀朗、PATRIOT YAMAZOU（山添公雄）、Chie-Fujimo（藤本千枝）、YOU.TEN NAKANO（中野雄天）、SAYURI SHINTANI 466（新谷さゆり）、Y.MARUNO（丸野豊）、K.TOKUGAWA、MIMURA KENJI 8、福田直樹、YOSHINO HIROAKI
- スクロールデザイナー：RYUTARO'S MAMA（長嶋昭子）、TAKKEMAN、出納清行、NISSUI ASAE（西辻朝枝）、OJIJI（向井伸介）、TAKKY（大西明子）、NUKE、HIRO
- サウンドMA：T.Kawakami "T.K,NY"（川上朝幸）
- サウンドデザイン：Shinji Amagishi、梶野俊夫、Nariyuki Nobuyama
- スーパーバイザー：SHOCHAN
- プロデューサー：HYPER MICKEY
- スペシャルサンクス：TOMOHIKO SAITOU、KOBARN、S-HAMA、KOJI ODA、HIROKAZU FUJISAKI

## 担当声優
SS・PS版ストーリーデモ時のキャストと、ムービック社より発売された設定資料集に付いてきたドラマCDや、他のゲームに参戦しているジンとデビロットはキャストが異なっている。
SS・PS版ストーリーデモ時の担当声優は、キャラクター紹介覧参照。他の参戦作品は関連商品項を参照。
ムービック社ドラマCD版キャスト
ジン・サオトメ：置鮎龍太郎
ガウェイン：阪脩
サンタナ・ローレンス：岸野幸正
マリー・ミヤビ：冬馬由美
アリエータ：久川綾
神楽千代丸：柏倉つとむ
デビロット：川村万梨阿
地獄大師：八奈見乗児
Dr.シュタイン：古川登志夫
シェイド：江川央生

## コミカライズ
『コミックゲーメスト』（新声社）1995年5月号から1996年3月号まで連載。作者はRYU-TMR。単行本はブロッコリーから全1巻が刊行されている。

## 関連商品

### CD・書籍
『サイバーボッツ・アーケードゲームトラック』
CD2枚組で、1995年8月2日にソニーレコードより発売。
『アニメイトCDコレクション「サイバーボッツ」』
設定資料集にドラマCDつきで、1995年10月1日にムービック社より発売。
『CYBERBOTS サイバーボッツ設定資料集』
1996年1月4日に新声社より発売。
『サイバーボッツ 公式ガイドブック 連合軍極秘ファイル』
1997年6月6日にアスペクト社より発売。
『サタマガムックVOL.1 サイバーボッツ』
1997年7月27日にソフトバンク株式会社出版事業部より発売。
セガサターン移植版について扱った攻略本。設定資料・描きおろしイラスト付。

### フィギュア
『HGシリーズ カプコンギャルズ』
ラインナップにデビロット姫が登場。2001年2月にバンダイより発売。
『Capcom Figure Collection 西村キヌ』
ラインナップにジン・サオトメとデビロット姫が登場。2005年5月25日にやまとより発売。
『SR ビデオゲームロボティクス』
ラインナップにブロディアが登場。2009年9月3日にタカラトミーアーツより発売。
『RIOBOT ブロディア』
1Pカラーと2Pカラー（流通限定）が2013年8月30日に千値練より発売。
ガトリングロッドとシールドの位置が1Pカラーと2Pカラーでそれぞれ逆になっている。
『RIOBOT ブロディア・ライアット』
1Pカラーと2Pカラー（流通限定）が2013年11月30日に千値練より発売。

### プラモデル
『MODEROID ブロディア』
上記製品『RIOBOT ブロディア』を手掛けた千値練と共同開発。1Pカラーのみ。RIOBOT版同様、ガトリングロッドとシールドの付け替えが可能。2022年1月にグッドスマイルカンパニーより発売。
『MODEROID B・ライアット』
ブロディアと同じ千値練共同開発。1Pカラーのみ。2022年2月にグッドスマイルカンパニーより発売。

## 本作のキャラクターが客演しているゲーム
『スーパーパズルファイターIIX』
デビロットが隠しプレイヤーキャラクターとして登場している。声優は神宮司弥生。
『MARVEL VS. CAPCOM CLASH OF SUPER HEROES』
プレイヤーキャラクターとしてジンが登場しており、技の一部としてブロディアも登場。声優は上田祐司。また、スペシャルパートナーとしてデビロット一味&スーパー8が登場している。
『MARVEL VS. CAPCOM 2 NEW AGE OF HEROES』
上記に引き続き、プレイヤーキャラクターとしてジンが続投している。
『超鋼戦紀キカイオー』
ドリームキャストへの移植版に、追加の隠しプレイヤー機体として本作のブロディアを基にしたブロディアIIカスタムが登場し、ジン・サオトメがそのパイロットになっている。ストーリーモードは用意されていない。声優は上田祐司。また、カットイン演出のひとつにデビロットとガウェインが登場する。
『SNK VS. CAPCOM 激突カードファイターズ』シリーズ（トレーディングカードゲーム版も含む）
ジン・サオトメ、ブロディア、零豪鬼がキャラクターカードで全作品に登場している。1作目と2作目のアクションカード「ヒメのわがまま」にデビロット一味、アクションカード「きかんめいれい」にマリー・ミヤビが登場している。3作目の『SNK VS. CAPCOM カードファイターズDS』では、ジン、マリー、デビロット、ブロディア、零豪鬼がキャラクターカード。サンタナ・ローレンスがアクションカードで登場している。
『NAMCO x CAPCOM』
『ロストワールド』から参戦のシルフィーがパロディ技として、カウンター技「ブロディアパンチ」を使用する。
『タツノコ VS. CAPCOM CROSS GENERATION OF HEROES』
PTX-40Aのエンディングにブロディア、サンタナ・ローレンスが登場。
ドロンジョのエンディングにおいてデビロット一味が登場。ドロンジョはデビロットたちを「自分たち（三悪）のバッタもん共」、ドロンボーメンバーのボヤッキーは自身と同じく八奈見が声を担当している地獄大師を「自分の声までパックンチョしている」と評しており、一方のデビロットもドロンボー一味のことを「本家」と呼んでいる。そして互いに真・三悪の座をかけて対決（デビロットたちのスーパー8に対しドロンボーはダイドコロンを使用）。戦いの中でデビロットとドロンジョは互いを認めて友情を育むが、最後は恒例のお仕置きをくらい、6人で自転車をこぎながら去っていく。
『ULTIMATE MARVEL VS. CAPCOM 3』
サポートカードとしてジン、デビロット（地獄大師、Dr.シュタイン含む）、ブロディアが登場。
『PROJECT X ZONE』
デビロットがプレイヤーキャラクターとして参戦。声優は家庭用版同様、小桜が担当。上記の『NAMCO x CAPCOM』のシルフィー同様「ブロディアパンチ」を使う他、『サイドアーム』のモビちゃんや『超鋼戦紀キカイオー』のキカイオーを使って攻撃を行う。
『鬼武者Soul』
カプコンヒロインズとしてデビロットが武将となって登場。声優は小桜が担当。固有技として「デスサターンΣ」が使用できる。イベントクエストではプレイヤーが最初に出会うカプコンヒロインであり、新型のワープ装置が爆発して戦国時代までタイムスリップした彼女を元の時代に戻すため、仕方なく手伝いをすることになる。